# Épiphrase
Vous lisez un « bon article » labellisé en 2012.
Ne doit pas être confondu avec Périphrase ou Paraphrase.
Une épiphrase (littéralement « ce qu'on dit en outre », du grec ancien ἐπί/epí, « en plus », et φράσις/phrásis, « phrase ») est une figure de style qui consiste à joindre, à la fin d'une phrase ou d'un groupe syntaxiquement achevé, un ou plusieurs segments de phrase, en guise de conclusion ou pour insister sur un fait.
L'épiphrase peut avoir deux utilisations. La figure peut en effet être employée pour ajouter une parole à un discours déjà terminé ou peut permettre à un auteur d'insérer un commentaire personnel dans son discours. Son identification est parfois problématique car de nombreuses figures en sont proches, comme l'épiphonème, la parenthèse ou l'hyperbate.
Ses ressources stylistiques peuvent être : l'amplification d'une idée ou d'un propos, le soulignement d'un sentiment ou d'une réflexion, l'effet de distance ou au contraire de rapprochement vers le lecteur, avec une intention souvent comique ou humoristique.

## Identification

### Étymologie
« Épiphrase » est un mot construit sur deux racines grecques : ἐπί/epí qui signifie « en plus », et φράσις/phrásis, la « phrase ». L'épiphrase est donc littéralement « ce qu'on dit en outre » (il existe un verbe grec apparenté, ἐπιφράζειν/epiphrázein, qui signifie « dire en outre ») ou « explication ajoutée » pour l'agrégé de grammaire et linguiste Patrick Bacry, qui signale que le terme d'« épiphrase » est « assez peu usité ».

### Définition
Le Littré définit l'épiphrase comme une figure de style « par laquelle on ajoute, à une phrase qui semblait finie, un ou plusieurs membres pour développer des idées accessoires. »
Selon le linguiste et stylisticien Bernard Dupriez, l'épiphrase est une partie de phrase qui paraît ajoutée spécialement en vue d'indiquer les sentiments de l'auteur ou du personnage, comme dans cet exemple extrait du roman Le Curé de Cucugnan d'Alphonse Daudet :

« Demain lundi, je confesserai les vieux et les vieilles. Ce n'est rien. Mardi, les enfants. J'aurai bientôt fait. »

Pour Pierre Fontanier, grammairien du XVIIIe siècle, l'épiphrase est synonyme d'« addition » et ne serait qu'une sorte d'hyperbate accessoire. Elle est plus précisément, selon lui, une demi-parabase qui prend la forme d'une parenthèse ou d'une proposition incidente, voire d'une incidente dans une parenthèse. Cet exemple de Henry de Montherlant (Les Célibataires) montre que l'épiphrase peut en effet se cumuler à la parenthèse typographique :

« L'expression que prit le visage de M. Octave en voyant de la fumée (de cigarette) dans sa chambre (sa chambre !...), et de la cendre sur son tapis (son tapis !...), fut digne du théâtre. »

Pour l'universitaire français, spécialiste de stylistique Henri Suhamy, l'épiphrase est quasi synonyme d'épiphonème (fait d'ajouter un propos souvent sentencieux à un ensemble textuel qui semble terminé) et de parembole (proposition insérée dans un discours pour exprimer le point de vue personnel de l'auteur ou du narrateur), notamment lorsqu'elle désigne « les exclamations indignées, les réflexions moralisatrices, les conclusions et idées générales dont les orateurs ou personnages fictifs commentent leurs propres discours. » À titre d'exemple, Suhamy cite les paroles de Ferrante, personnage de la tragédie La Reine morte de Henry de Montherlant :

« Je vous le pardonne. Mais que le pardon est vain ! »

Patrick Bacry parle lui d'un commentaire rapide de l'auteur, en quelques mots, sous forme de parenthèse, à propos de ce qu'il est en train d'évoquer, comme dans cette phrase d'Alexandre Dumas dans laquelle l'épiphrase est marquée par l'utilisation d'une incise :

« Sa fortune était sinon faite, on ne faisait pas sa fortune auprès du roi, mais sa position assurée. »

Patrick Bacry signale que la figure désigne également un « développement, toujours terminatif et comme surajouté d'une idée sur laquelle semblait devoir s'achever la phrase, le récit, le discours. » Il cite Ronsard dans ses Discours :
Ils ont rompu ma robe en rompant mes cités,

Rendant mes citoyens contre moi dépités,

Ont pillé mes cheveux en pillant mes églises,

Mes églises, hélas ! que par force ils ont prises,

En poudre foudroyant images et autels,

Vénérable séjour de nos saints immortels.
— Pierre de Ronsard, Discours des misères de ce temps
La phrase, qui donnait l'impression de s'achever avec le troisième vers, se poursuit dans une « sorte d'ultime rebond qui constitue l'épiphrase. »
Georges Molinié, spécialiste de stylistique française, considère que l'épiphrase est formée lorsque le propos ajouté est « thématiquement et syntaxiquement rattaché à ce qui précède », au moyen d'un indice linguistique comme un anaphorique par exemple. La figure ne sert toutefois qu'à étoffer un discours.
L'épiphrase existe dans la plupart des autres langues, comme ici en allemand, avec un vers extrait de la pièce Guillaume Tell de Friedrich von Schiller :
« Mein Retter seid Ihr und mein Engel. »
 (« vous êtes mon sauveur, et mon ange. »)

### Différence avec l'épiphonème
Étymologiquement, la figure désigne une « parole ajoutée », voisine de l’épiphonème, mais qui en diffère par le fait qu’elle ajoute un bref commentaire au discours. De plus, si on retire l’épiphrase, le discours ne perd pas en information brute, comme dans cette phrase de Marcel Proust :

« Mme Verdurin me le disait encore le dernier jour (vous savez, les veilles de départ on cause mieux). »

Michèle Aquien et Georges Molinié classent l'épiphrase dans les figures macrostructurales : elle concerne un discours souvent considéré comme complet mais qui est enrichi par une pensée, formant l'épiphrase, « qui pourrait bien être produite ailleurs ou toute seule mais qui en l'occurrence forme un développement soudé à l'articulation du raisonnement dans le texte. » De plus, la suppression de l'épiphrase « dénaturerait l'argumentation ». C'est ce trait non amovible qui distingue l'épiphrase de l'épiphonème, qui est une parole ajoutée mais facultative syntaxiquement et sémantiquement. Michèle Aquien et Georges Molinié citent cet aphorisme de Saint-Just en guise d'exemple :

« Vous avez voulu une République ; si vous ne vouliez point en même temps ce qui la constitue, elle ensevelirait le peuple sous ses débris. Ce qui constitue une République, c'est la destruction totale de ce qui lui est opposé. »

La dernière phrase pourrait être prononcée seule ou dans d'autres contextes que celui du discours cité. Cependant, si elle est retirée de ce passage, l'argumentation de Saint-Just devient bancale.
La différence peut également être sémantique : selon Jean-Jacques Robrieux, l'épiphonème se distingue de l'épiphrase car la première figure est destinée à évoquer une pensée de manière plus générale et plus ou moins sentencieusement comme dans cette fin de fragment des Pensées de Pascal, où l'effet figuratif est renforcé par l'usage de parenthèses typographiques :

« (Que le cœur de l'homme est creux et plein d'ordure !) »

### Hyperbate et épiphrase
L'épiphrase est considérée par le Groupe µ Dans sa Rhétorique générale comme procédant de la permutation linguistique, et non de l'adjonction. En ce sens, l'épiphrase n'est qu'une hyperbate, comme l'anastrophe ou la tmèse. Le groupe µ cite ce vers de Jules Laforgue :

« Il était beau, hein, Narcisse ? et distingué ! »

## Deux finalités

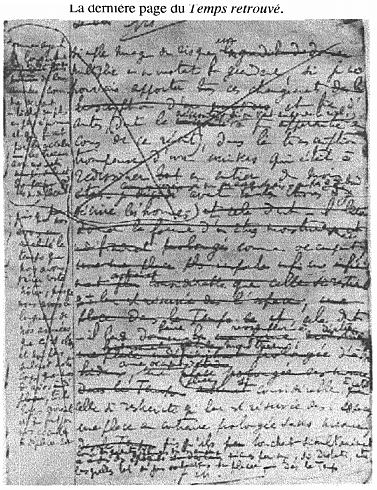
L'interruption du récit par les commentaires personnels de l'auteur participe d'une poétique particulière, qui détermine même le genre explicatif et moraliste selon Gérard Genette.

L'épiphrase est une figure de style possédant deux finalités ; il peut s'agir : soit d'un bref commentaire, sous forme d'incise, d'un auteur à propos de l'idée qu'il développe, soit d'un ajout à la fin d'un discours, qui permet d'en développer une idée finale.

### Parole ajoutée
L’épiphrase a une valeur générale de digression dans le sens où elle est un développement surajouté et terminatif d’une idée précédemment développée sur laquelle on revient pour insister, émise par le narrateur ; elle est alors proche de la palinodie, qui consiste à revenir sur des propos, pour se contredire volontairement.
Comme toutes les incises de l’auteur, ou du narrateur, dans le déroulement de l’intrigue, l’épiphrase est souvent une marque spécifique de l'énonciation. Il y a en effet une épiphrase lorsque l'auteur intervient dans son œuvre par le moyen de commentaires insérés dans le discours, signale le critique littéraire et théoricien de la littérature Gérard Genette, pour qui elle est de fait proche de la parenthèse, dont elle est considérée comme une variante :
Pour qui venge son père il n'est point de forfaits,

Et c'est vendre son sang que se rendre aux bienfaits.
— Corneille, Cinna, Acte I, scène 2
En ce sens, elle marque toujours l'opinion de l'énonciateur et peut constituer un modalisateur. Par exemple Voltaire termine son portrait du duc de Guise, dans La Henriade, par une épiphrase accusatrice :
Il forma dans Paris cette Ligue funeste

Qui bientôt de la France infecta tout le reste ;

Monstre affreux qu'ont nourri les peuples et les grands,

Engraissé de carnage et fertile aux tyrans.
Le nota bene, rejetée en paratexte, s'apparente à une épiphrase pour Bernard Dupriez car il est orienté vers le lecteur.

### Commentaire de l'auteur
Gérard Genette, dans Figures II (chapitre « Vraisemblance et motivation »), voit dans l'épiphrase le mode privilégié d'apparition de l'auteur au sein de son œuvre, celui par lequel il peut s'adresser à son lecteur. La parole s'extrait donc du cadre discursif pour concerner le lecteur, comme dans un tête-à-tête. La figure ne concerne dans ce cas précis que l'auteur et non plus le narrateur. Dans Figure III, Genette argumente que l'épiphrase est constitutive du genre explicatif et moraliste. Il fait de la figure la notion désignant toute intervention du discours auctorial dans le récit et considère que le nom d'« épiphonème » est devenu « malcommode » pour désigner ce phénomène.
Bernard Dupriez remarque que l'épode de la poésie grecque, parfois satirique, est proche de l'épiphrase.
Ce commentaire, qui tient lieu de parenthèse, se positionne souvent à la fin d'un discours ou d'un récit, et a pour fonction d'exprimer un sentiment ou une opinion, de manière exclamative, pour ce qui concerne l'épiphrase selon Jean-Jacques Robrieux. L'épiphrase ajoute un commentaire de l'auteur, qui tient à préciser un point particulier ou à délivrer un sentiment ou une idée, comme dans cet extrait des Rêveries du promeneur solitaire de Jean-Jacques Rousseau :

« J’aurois dû compter d’avance sur cette métamorphose ; mais il s’y joignit tant de circonstances bizarres ; tant de propos obscurs et de réticences l’accompagnèrent ; on m’en parloit d’un air si risiblement discret que tous ces mystères m’inquiétèrent. J’ai toujours haï les ténèbres, elles m’inspirent naturellement une horreur que celles dont on m’environne depuis tant d’années n’ont pas dû diminuer. »

Jean-Jacques Robrieux considère que l'épiphrase est une figure de pensée utilisée également en rhétorique pour « dévier » le propos. Proche de la parenthèse, elle permet à l'auteur de présenter ses sentiments avec insistance comme dans cet exemple :

« Demain, j'aurai fini ce travail fastidieux. Ce n'est pas trop tôt ! Je vais enfin pouvoir partir en vacances. Et c'est mérité ! »

## Usage stylistique
Pierre Macherey note que les épiphrases chez Honoré de Balzac, qu'il nomme des « énoncés séparables », font partie intégrante du texte romanesque et participent pleinement de sa stylistique : « ces énoncés séparables ne sont pas des énoncés séparés : ils sont dans l’œuvre non comme des énoncés véritables, mais comme des objets romanesques ; ils y sont le terme d’une désignation, d’une monstration ; leur statut, malgré les apparences, n’est pas directement idéologique : le mode de leur présence est celui d’une présentation qui les creuse, exhibe en eux une disparité fondamentale. Ainsi, ils ne sont pas dans le texte comme des intrus, mais comme des effets : ils n’ont de sens que par la métamorphose qui fait d’eux les éléments parmi d’autres du processus de production romanesque. »
En créant une épiphrase, l'auteur permet une rupture de ton, un effet de distance ou au contraire un rapprochement vers le lecteur, avec une intention souvent comique ou humoristique comme dans ce passage d'Hector Berlioz dans lequel « le mémorialiste intervient directement pour rompre lui-même le sortilège de son style » :

« Pour cette glorieuse journée, les académiciens endossent leur bel habit brodé de vert ; ils rayonnent, ils éblouissent. Ils vont couronner en pompe, un peintre, un sculpteur, un architecte, un graveur et un musicien. Grande est la joie au gynécée des muses. Que viens-je d'écrire là ?... cela ressemble à un vers. »

Dans la nouvelle L’Amour impossible, Jules Barbey d'Aurevilly interroge sa propre pratique d'écriture au moyen de nombreuses épiphrases :

« L’impression que j’en ai gardée, c’est qu’il y a dans tout ce livre assez l’instinct des nuances et quelques grands traits qui annoncent la largeur de la touche pour plus tard; – du reste, le style sans naturel [...] Un style fait en écaille d’huître, tellement surchargé de différentes couches d’idées qu’il faudrait une ponctuation faite exprès pour le débrouiller [...] la vérité est qu’il y a trop d’incidences à ma phrase, trop d’entrecroisés d’aperçus, nuisant à la marche de la pensée et à la clarté de l’expression. »

L’épiphrase, par « son usage massif, tend ici à provoquer un certain « effet XVIIIe » qui est l’une des caractéristiques de L’Amour impossible ». Norbert Dodille parle d'une « poétique de l’épiphrase », propre au genre de l'essai, et fonctionnant comme des « entrecroisés d’aperçus ».

## Usage rhétorique
L'épiphrase peut également avoir une utilité rhétorique, dans le cadre d'une argumentation. Ainsi, explique José Domingues de Almeida, le roman Les Particules élémentaires de Michel Houellebecq a recours à « ce mécanisme par lequel l’auteur fait dire ses points de vue aux personnages sans trop « se mouiller », mais en étant sûr de l’effet provoqué sur son lectorat, des dégâts causés derrière lui par son texte. » Dans cette perspective, le « commentaire épiphrastique » de Houellebecq est un « outil choisi pour décrire et dénoncer cette société pourrie et bloquée dans ses contradictions », utilisé en combinaison avec le cliché.
Jean-Jacques Robrieux a montré que l'épiphrase, insérée souvent par apposition, participe à des argumentations dissimulées de Voltaire dans son Traité sur la tolérance.